# Paradromius purpurarius
Paradromius purpurarius es una especie de escarabajo de la familia Carabidae.

## Distribución geográfica
Es endémica de Fuerteventura y Lanzarote, en las islas Canarias (España).